# Wolfgang von Wartburg
Wolfgang von Wartburg (* 3. Oktober 1914 in Zürich; † 7. November 1997 in Unterentfelden) war ein Schweizer Historiker.

## Leben
Wolfgang von Wartburg war Sohn des Romanisten Walther von Wartburg und der Ärztin Ida von Wartburg-Boos (1887–1963). Die Mutter erarbeitete für ihren Mann die Übersetzung der Göttlichen Komödie von Dante.
Er hatte mehrere Geschwister und studierte Geschichte, Germanistik und Romanistik in Leipzig, Montpellier, Paris und Bern. 1944 erfolgte seine Promotion zum Dr. phil. und 1952 seine Habilitation. 1942–1961 wirkte er als Hilfslehrer und 1961–1980 als Hauptlehrer für Geschichte und Deutsch an der Kantonsschule Aarau. 1948/49 war er Privatdozent an der Humboldt-Universität zu Berlin. Ab 1965 wirkte er als ausserordentlicher Professor an der Universität Basel.
Wolfgang von Wartburg vertrat eine rechtskonservative, pointiert antikommunistische Gesinnung. So gehörte er der „Aktion für freie Meinungsäusserung – gegen UNO-Bevormundung“ (AfM) an, welche die Aufnahme der Rassismus-Strafnorm ins Strafgesetzbuch bekämpfte.
Daneben interessierte sich von Wartburg für bildungspolitische Fragen. 1970 war er Mitbegründer und erster Präsident der Schweizerischen Gesellschaft für Bildungs- und Erziehungsfragen.

## Schriften (Auswahl)
- Drei Jahre bernischer Aussenpolitik 1519–1522, Affoltern am Albis 1944 (= Diss. Bern)
- Weltanschauung und Lebensplan des jungen Philipp Emanuel Fellenberg. Ein Beitrag zur Geistesgeschichte des ausgehenden 18. Jahrhunderts, Bern 1949
- Geschichte der Schweiz, München 1951
- Zürich und die französische Revolution. Die Auseinandersetzung einer patriarchalischen Gesellschaft mit den ideellen und politischen Einwirkungen der französischen Revolution, Basel 1956 (Umarbeitung der Habilitationsschrift)
- Revolutionäre Gestalten des 19. und 20. Jahrhunderts, Bern 1958 (2. Aufl. 1974)
- Vom Wesen und der Bedeutung des Kommunismus, Reinach 1962
- Vom Geist der Bildung. Ideen zum Aufbau eines zeitgemässen Bildungswesens, Schaffhausen 1977
- Die Neutralität der Schweiz und ihre Zukunft, Schaffhausen 1992
- Die europäische Dimension der Schweiz. Zur Geschichte der Schweiz und ihrer Stellung in Europa, Schaffhausen 1996
- Die grossen Helvetiker. Bedeutende Persönlichkeiten in bewegter Zeit, 1798–1815, Schaffhausen 1997